# Cleto Pavanetto
Anacleto Pavanetto detto Cleto, S.D.B. (Piombino Dese, 20 dicembre 1931 – Roma, 6 gennaio 2021) è stato un religioso, latinista e grecista italiano.

## Biografia
Anacleto Pavanetto nacque a Piombino Dese il 20 dicembre 1931.
Nel 1947 entrò nella Società salesiana di San Giovanni Bosco. L'anno successivo completò il periodo di noviziato a Villa Moglia a Chieri. Il 16 agosto 1948 emise la professione solenne. Dal 1948 al 1951 studiò filosofia a Foglizzo. Nel 1951 fu inviato in Medio Oriente. Completò gli studi di teologia a Tantour, a sud di Gerusalemme, in Cisgiordania.
Il 29 giugno 1958 fu ordinato presbitero a Gerusalemme. Dal 1958 al 1965 lavorò come insegnante nelle scuole dei salesiani a Il Cairo e Alessandria d'Egitto. Nel 1964 fu gravemente ferito da un fanatico. Dal 1965 al 1969 studiò filologia classica presso quello che allora era l'Ateneo Pontificio Salesiano a Roma. A partire dal 1972 insegnò presso il Pontificio istituto superiore di latinità dell'Università Salesiana di Roma, nonché in altri atenei in Palestina, in Libano e in Italia. Nel 1986 venne nominato professore associato di lingua e letteratura greca classica e lingua e letteratura latina presso il Pontificio istituto superiore di latinità dell'Università Pontificia Salesiana (UNISAL). Andò in pensione nell'anno accademico 2008/2009.
Dal 1970 al 2001 prestò servizio nella Segreteria di Stato della Santa Sede inizialmente come minutante dell'Ufficio delle lettere latine e dal 24 maggio 1996 al 31 dicembre 2001 come capo ufficio dello stesso, incardinato nella prima sezione affari generali.
Dal 1997 al 2008 fu il successore di Carlo Egger, abate primate dei Canonici regolari di Sant'Agostino confederati, nell’incarico di presidente dell'Opus Fundatum Latinitas (istituita da papa Paolo VI il 30 giugno 1976 e soppressa da papa Benedetto XVI nel 2012 con il motu proprio Latina lingua). Essa promuoveva lo studio della lingua latina classica e cristiana. Sotto la direzione di Pavanetto venne pubblicata la rivista trimestrale in lingua latina Latinitas. La fondazione pubblicò anche un dizionario di neologismi latini e organizzò il concorso internazionale di latino Certamen Vaticanum a Roma.
Pubblicò varie opere scritte in lingua latina, tra le quali: De carmine quod inscribitur "Megálai Eóiai" Hesiodo adsignato; Litterarum Graecarum classicarum lineamenta potiora, in due volumi; Elementa linguae et grammaticae Latinae, giunta alla settima edizione (2009); Euripidis Bacchae: Graecus textus, Latina et Italica et Graeca translatio, criticae animadversiones; Graecarum Litterarum institutiones, in due volumi. A conclusione della sua carriera fece uscire il libro Passione e studio a servizio della cultura classica / Scripta selecta, una trentina di scritti vari (in latino, in italiano e in francese), con presentazione di Manlio Sodi, preside del Pontificio istituto superiore di latinità, e introduzione di Mauro Pisini e Chiara Savini. Nel 2015 scrisse il libro Romanorum litterae et opera aetatis nostrae gentes erudiunt.
Morì a Roma la sera del 6 gennaio 2021 all'età di 89 anni per un improvviso arresto cardiaco. Una prima celebrazione di esequie si tenne l'8 gennaio alle ore 11 nella cappella dell'Università Pontificia Salesiana. Una seconda celebrazione si tenne il giorno successivo nella chiesa parrocchiale di San Biagio vescovo e martire a Piombino Dese e venne presieduta da monsignor Mario Toso, vescovo di Faenza-Modigliana. Al termine del rito la salma venne tumulata nella cappella dei sacerdoti del cimitero di Levada di Piombino Dese.

## Opere
- De carmine quod inscribitur 'Megálai Eóiai' Hesiodo adsignato, Elettrongraf, 1983.
- Litterarum Graecarum classicarum lineamenta potiora, LAS, 1986,  p. 172, ISBN 978-8821301285.
- Elementa linguae et grammaticae Latinae, LAS, 1991,  p. 255, ISBN 978-8821305894.
- Euripidis Bacchae: Graecus textus, Latina et Italica und Graeco trans-latio, Critie animadversiones, Libreria Editrice Vaticana, 1994,  p. 261, ISBN 978-8820919528.
- Graecarum Litterarum institutiones, altera editio, pars prior, LAS, 1997,  p. 260, ISBN 978-8821303357.
- Graecarum Litterarum institutiones, alterius partis altera editio aucta et emendata, LAS, 1997, ISBN 978-8821303616.
- Passione e studio a servizio della cultura classica / Scripta selecta, LAS, 2013,  p. 232, ISBN 978-8821308680.
- Le leggi delle dodici tavole, LAS, 2014,  p. 100, ISBN 978-8821308895.
- Romanorum litterae et opera aetatis nostrae gentes erudiunt, LAS, 2015,  p. 194, ISBN 978-8821311734.
- Elementa linguae et grammaticae latinae, LAS, 2016,  p. 296, ISBN 978-8821312595.